# Atrybucja
Atrybucja – przypisywanie komuś lub czemuś pewnych cech. W psychologii pojęcie atrybucji odnosi się do tego, jak ludzie wyjaśniają przyczyny swojego bądź cudzego zachowania, tzw. naiwne teorie przyczynowości. Termin ten funkcjonuje również w gramatyce języka polskiego oraz istnieje w dziedzinie marketingu biznesowego.
Teoria atrybucji (ang. attribution theory) – teoria wyjaśniająca postrzeganie, wnioskowanie i przypisywanie przyczyn własnemu zachowaniu lub zachowaniu innych osób. Atrybucja umożliwia prognozowanie przyszłych zdarzeń i ewentualny wpływ na nie.
W szczególności wyróżniane są:
- atrybucja zewnętrzna
- atrybucja wewnętrzna – inaczej atrybucja dyspozycyjna[4]; rodzaj atrybucji w psychologii, zakładający iż przyczyną danego zdarzenia były cechy jego sprawcy (np. zdolności lub ich brak, inteligencja, włożony wysiłek, cechy osobowości) w przeciwieństwie do czynników zewnętrznych wobec sprawcy (np. przypadek, trudność zadania, sytuacja zewnętrzna, rola społeczna, normy społeczne itp.).

Istnieje skłonność do zbyt częstego używania atrybucji wewnętrznej kosztem zewnętrznej. Niektórzy psycholodzy społeczni twierdzą iż ludzie mają tendencję do przywiązywania zbyt wielkiego znaczenia do czynników wewnętrznych, którymi tłumaczą zachowania innych, czyli dokonują ich atrybucji (ang. attribution). Efekt ten nazywa się podstawowym błędem atrybucji. Jeśli chodzi o własne czyny, to atrybucja zależy od ich sukcesów (zobacz: atrybucje w służbie ego), tendencja samoobronna, ukierunkowania uwagi (zobacz: błąd aktora-obserwatora), samooceny (zobacz: samoutrudnianie), cech osobowości (zobacz: poczucie umiejscowienia kontroli).

## Przykład
- Sebastian zdał kiepsko egzamin z psychologii.
- Przykład atrybucji wewnętrznej (dyspozycyjnej): Sebastian jest mało inteligentny.
- Przykład atrybucji zewnętrznej (sytuacyjnej): Były trudne pytania.